# Grand Tower (Illinois)
Grand Tower je grad u američkoj saveznoj državi Ilinois. Prema popisu stanovništva iz 2010. u njemu je živjelo 605 stanovnika.